# Metcalfův zákon

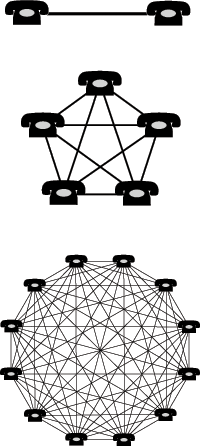
V síti s dvěma telefony se každý může připojit jen k tomu druhému, v síti s pěti telefony se každému nabízí čtyři spojení a tedy deset spojení dohromady a v síti s dvanácti telefony lze uskutečnit šestašedesát různých spojení

Metcalfův zákon je efekt v telekomunikačních sítích, kdy dopady zapojení uživatelů do sítě rostou se čtvercem počtu připojených uživatelů. Jedná se tak o formální vyčíslení síťového efektu.
Nejstarší varianty pravidla pocházejí z osmdesátých let dvacátého století, kdy jej formuloval Robert Metcalfe pro „kompatibilně komunikující zařízení“ (např. faxy), a označení za Metcalfovo pravidlo pochází od Georgeho Gildera z roku 1993.
Jádrem pravidla je pozorování, že počet možných komunikačních spojení pro n navzájem propojených přístrojů odpovídá n-tému trojúhelníkovému číslu, jehož asymptotická velikost je v Landauově notaci kvadratická, {\displaystyle n^{2}},